# Alessandra Necci
Alessandra Necci (Roma, 17 luglio 1969) è una scrittrice e biografa italiana.

## Biografia
Figlia del manager Lorenzo Necci e di Paola Marconi, si è laureata in Giurisprudenza all'Università degli Studi di Roma "La Sapienza" specializzandosi all'Istituto di studi politici di Parigi. È iscritta all'albo degli avvocati di Roma dal 18 novembre 1999.
Professoressa di Storia dell'economia e dell'impresa nel Dipartimento di Impresa e Management della Luiss Guido Carli, ha pubblicato vari libri storico-biografici ottenendo numerosi riconoscimenti.
Nel dicembre 2023 è stata nominata direttrice delle Gallerie Estensi, ente che sovrintende sia ad alcuni musei del modenese, come la Galleria Estense e il Palazzo Ducale di Sassuolo, che alla Pinacoteca Nazionale di Ferrara, anche se nel corso del 2024 è prevista la separazione della direzione della pinacoteca ferrarese.

## Opere
- Storia di Nausicaa, Collana Le ragioni dell'uomo, Roma, Gangemi, 2003, ISBN 978-88-492-0401-8.
- Il prigioniero degli Asburgo. Storia di Napoleone II re di Roma, Collana Gli specchi n. 210, Venezia, Marsilio, 2011, ISBN 978-88-317-1084-8.
- Re Sole e lo Scoiattolo. Nicolas Fouquet e la vendetta di Luigi XIV, Collana Gli specchi n. 232, Venezia, Marsilio, 2013, ISBN 978-88-317-1564-5.
- Il Diavolo zoppo e il suo Compare. Talleyrand e Fouché o la politica del tradimento, Collana Gli specchi n. 256, Venezia, Marsilio, 2015, ISBN 978-88-317-1941-4.
- Isabella e Lucrezia, le due cognate. Donne di potere e di corte nell'Italia del Rinascimento, Collana Gli specchi n.287, Venezia, Marsilio, 2017, ISBN 978-88-317-2624-5.
- Caterina de' Medici. Un'italiana alla conquista della Francia, Collana Gli specchi n. 314, Venezia, Marsilio, 2019, ISBN 978-88-297-0277-0.
- Joseph Fouché. La conoscenza è potere, Collana Segreti n. 14, Roma, Nuova Argos, 2019, ISBN 978-88-88693-29-3.
- Al cuore dell'Impero. Napoleone e le sue donne fra sentimento e potere, Collana Gli specchi n. 319, Venezia, Marsilio, 2020, ISBN 978-88-297-0802-4.
- La regina e l'imperatrice. Maria Antonietta e Maria Teresa. Due destini tra l'assolutismo e il dramma della Rivoluzione, Collana Gli specchi, Venezia, Marsilio, 2022, ISBN 978-88-297-1291-5.

## Riconoscimenti
- Premio Fiuggi Storia 2013, vincitrice con Re Sole e lo Scoiattolo[11]
- Premio letterario Boccaccio 2018, vincitrice nella sezione "Letteratura italiana" con Isabella e Lucrezia, le due cognate[12]
- Premio Minerva 2019, vincitrice alla Cultura[13]
- Premio Biagio Agnes 2020, vincitrice nella sezione "Giornalista Scrittore" con Caterina de' Medici[14]
- Premio letterario Giovanni Comisso 2021, vincitrice nella sezione "Biografia" con Al cuore dell'impero[15][16]
- Premio Internazionale di Letteratura Città di Como 2021, vincitore nella sezione "saggistica" con Al cuore dell'Impero[17][18]